# Эффект ложного консенсуса
Эффект ложного консе́нсуса (или ложного согласия) — это склонность проецировать свой способ мышления на других людей. Иными словами, люди склонны полагать, что все остальные думают точно так же, как они сами. Эта предполагаемая корреляция, не подтверждающаяся данными статистики, вызывает впечатление несуществующего консенсуса. Такое логическое заблуждение затрагивает группу людей или отдельных личностей, предполагающих, что их собственные мнения, верования и пристрастия значительно более распространены в обществе, чем это есть на самом деле.
Эта предвзятость часто присутствует в групповой среде, где один человек думает, что коллективное мнение его группы совпадает с мнением большинства. Поскольку члены группы достигают консенсуса и редко сталкиваются с теми, кто с этим спорит, они имеют склонность считать, что все думают таким же образом.
Кроме того, сталкиваясь со случаями, когда этот консенсус отсутствует, люди часто полагают, что не согласные с ними личности являются в чём-то неполноценными.
Единой причины для этого когнитивного искажения нет. Предполагается, что лежащими в основе факторами являются эвристика доступности и эгоистическая погрешность, по крайней мере отчасти. Также за этим феноменом может скрываться защитный механизм.
Эффект ложного консенсуса может быть противопоставлен феномену множественного невежества. Последний характеризуется тем, что люди про себя презирают, но на публике поддерживают норму (или верование). Напротив, при эффекте ложного консенсуса люди считают, что большинство думает так же, хотя на самом деле бо́льшая часть людей так не думает (и открыто выражает своё несогласие).
К примеру, феномен множественного невежества может заставить студента пить алкоголь в неразумных количествах, потому что он считает, что все это делают, тогда как на самом деле остальные тоже хотели бы избежать пьянок, но никто не высказывает такие мысли из-за страха быть отверженным. Эффект же ложного консенсуса проявляется, если студент верит, что большинству нравится пить алкоголь в больших количествах, в то время как им на самом деле это не нравится и они открыто об этом заявляют.